# Auto Posto (série)
Auto Posto é uma Série de televisão brasileira de comédia que estreou no dia 9 de junho de 2020 no canal Comedy Central Brasil. A primeira temporada tem 10 episódios de 27 minutos. Foi criada e dirigida por Marcelo Botta (diretor dos programas Comédia MTV, Trolalá, Furo MTV, Adnet Viaja, Foca News e Amada Foca). A segunda temporada estreou no dia 1.º de maio de 2023.

## Enredo
A série conta a história da rotina de um típico posto de gasolina em uma cidade brasileira. O enredo é desenvolvido através da conturbada relação entre Nelson, o dono do posto, e os frentistas, lavadores, caixas, seguranças, borracheiros e seu velho "amigo" fiscal. Cada um dos personagens representa um arquétipo contemporâneo e a forma como cada um reage aos absurdos cometidos por Nelson deixa essas personalidades cada vez mais claras e fáceis de serem identificadas.

## Elenco

### Principal
- Walter Breda como Nelson Lopes
- Micheli Machado como Suellen
- Paulo Tiefenthaler como Roberval Santos
- Neusa Borges como Bernadete
- Luan Iaconis como Maicon
- Raony Iaconis como Douglas
- Robson Nunes como Augusto
- Nill Marcondes como Mestre
- Valdir Setebelo como Osíris
- Isabel Wolfenson como Sandra
- Lui Vizotto como Wesley
- Lucas Frizo como Esdras
- Camilla Veles como Jennifer
- Pedro Dix como Adilson
- Marina Merlino como Joana Reis
- Lucas Padovan como Plínio
- Carlos Ladessa como Batata
- Felipe Torres como Sargento Perez
- Livia La Gatto como Cabo dos Anjos

### Participações especiais
- Rita Cadillac como Cida
- Rappin' Hood como Ele mesmo
- Adriano Silva
- Yolanda Jing Jing como Karen
- Tony Lee como Empresário
- Fania Espinosa como Apresentadora Jornal
- Julia Cartier Bresson como Repórter
- Paula Vilhena como Repórter

## Produção

### Escolha do elenco
Além de Walter Breda, Micheli Machado, Paulo Tiefenthaler, Neusa Borges, os gêmeos Luan Iaconis e Raony Iaconis e Robson Nunes, o elenco conta com Nill Marcondes, Valdir Setebelo, Lui Vizotto, Lucas Frizo, Camilla Veles, Felipe Torres (do grupo Hermes e Renato), Carlos Ladessa, Pedro Dix, Marina Merlino, Lucas Padovan, entre outros. Rita Cadillac, pela primeira vez, dá vida a um personagem fictício. Em suas participações em outras produções, Rita sempre interpretou a si mesma. O rapper Rappin' Hood também faz uma participação especial no episódio 6. Adriano Silva (também do Hermes e Renato) participa do episódio 3.

### Gravações
"Auto Posto" foi gravada na cidade de Paraibuna, em São Paulo. Realizada pelo VIS (Viacom CBS International Studios), a série é uma coprodução entre o Comedy Central e a produtora paulista Salvatore Filmes.
No primeiro episódio, os funcionários do Auto Posto Amigos Nelson são surpreendidos com uma obra bem em frente ao estabelecimento. Segundo Nelson (Walter Breda), cantor de sucesso e proprietário do tradicional posto, a obra é de um mega super shopping center. Animado com a possibilidade de muitas pessoas e carros circulando pela região, Nelson decide fazer um vídeo em comemoração aos 50 anos do seu negócio. Os depoimentos dos funcionários mostram toda a falta de animação com seus empregos, empregador e vida pessoal.

## Episódios

### Primeira Temporada
| Episódio             | Dia de exibição      |
| -------------------- | -------------------- |
| "A Origem"           | 09 de junho de 2020  |
| "O Processo"         | 16 de junho de 2020  |
| "A Grande Jogada"    | 23 de junho de 2020  |
| "Não é Pirâmide"     | 30 de junho de 2020  |
| "Bumbum Conspiração" | 07 de julho de 2020  |
| "O Retorno"          | 14 de julho de 2020  |
| "Yesterdayland"      | 21 de julho de 2020  |
| "Quarentena"         | 28 de julho de 2020  |
| "Gás Lacrimogênio"   | 04 de agosto de 2020 |
| "Teatro Chinês"      | 11 de agosto de 2020 |

### Segunda Temporada
| Episódio                | Dia de exibição     |
| ----------------------- | ------------------- |
| "O Cheiro do Ralo"      | 01 de maio de 2023  |
| "Largados e Alterados"  | 08 de maio de 2023  |
| "Resultado Alterado"    | 15 de maio de 2023  |
| "Entregues e Recebidos" | 22 de maio de 2023  |
| "Desmanche"             | 29 de maio de 2023  |
| "Massa Falida"          | 5 de junho de 2023  |
| "Roberverso"            | 12 de junho de 2023 |
| "Boca de Urna"          | 19 de junho de 2023 |
| "Venda Casada"          | 26 de junho de 2023 |
| "Velhos Novos Tempos"   | 3 de julho de 2023  |